# Гаврилково (городской округ Красногорск)
Гаврилково — деревня в Московской области России. Входит в городской округ Красногорск. Население — 344 чел. (2010).

## География
Гаврилково расположена на северо-востоке городского округа Красногорск, непосредственно прилегает к микрорайону Новогорск города Химки и московскому району Куркино. Деревню огибает река Сходня, через которую расположен природный парк Долина реки Сходни в Куркине. На востоке находится деревня Путилково, на юге граничит с частью Красногорского лесопарка, за которым находится район Митино города Москвы, на западе за рекой Журавкой начинается Митинское кладбище (прямого сообщения с ними нет).

## История
Впервые деревня упоминается в дарственной грамоте правнука Григория Алексича Пушкина 1463 года, по которой Симонов монастырь (Ивановский) получил деревню Гавриловскую на Всходне в дар «от Давыда Иванова сына, Никитина Пушкина-Курчева». Правнук Григория Алексича указывал, что деревня дана монастырю в поминание его отца Ивана Курчева и деда Никиты Григорьева Пушкина. Возможно, дед и отец также были владельцами этой вотчины.
Земли на реке Всходне, на которых располагалась и Гавриловская, были разорены в Смутное время, а в 1619 году по частям розданы в поместья служилым людям царя Михаила Федоровича. Пустошь досталась в поместье дьяку Семену Владимировичу Головину. К 1646 году деревня с 8 крестьянскими и 1 бобыльским двором отошла во владение боярину Якову Куденетовичу Черкасскому. В переписной книге есть следующая запись уже за вдовой боярина Ульяной Головиной: «деревня Копнина на Всходне, деревня Гаврилкова на Всходне, в них 8 дворов и мельница».
Через некоторое время по соседству появился влиятельный землевладелец — боярин Богдан Матвеевич Хитрово. В 1657 году он купил деревню Братцево, отдаленную от Гаврилкова на несколько верст. После вдовы боярыни Головиной он приобрел ее имение, а затем пополнил его население. В 1б7б году на Богдана Матвеевича Хитрово записаны — сельцо Гаврилково, в нем двор боярский, двор скотный, в нем 5 человек; деревня Гаврилкова, в ней 6 дворов крестьянских, людей в них 22", (всего 36 человек).
После смерти боярина в 1680 году имение досталось его вдове Марии Ивановне Хитрово, за которой в 1885 году записано: «что было за боярином Семеном Васильевичем Головиным» — сельцо Гаврилково да пустошь Лобкова, в сельце двор вотчиницкой да двор прикащиков, да скотный двор, в нем живет кабальный человек, да семь дворов крестьянских, людей в них 25 человек; к сельцу Гаврилкову мельница Лобковская на Всходне". В 1693 году боярыня скончалась, ее имения были отписаны в казну, причислены в дворцовое ведомство и два года не имели нового хозяина. За это время имеется запись о странных переменах: «Крестьянских и бобыльских домов нет, а жили крепостные кабальные люди. А по сказке (рассказам) степенного ключника Никиты Боркова те кабальные люди отпущены на волю». В 1709 году сельцо Гаврилково записано «за Федором да за Василием Алексеевыми детьми Янова», и затем более столетия находится во владении этой семьи.
В 1852 году сельцо перешло во владение штабс-ротмистра Гаврилы Сергеева Тихменева, а 30 десятин земли выкупил почетный гражданин, московский купец 2 гильдии Николай Осипов. Вскоре пригодилось и бывшее мельничное место на реке Сходне: в 1890 году здесь числится сукновальная и красильная фабрика товарищества суконной мануфактуры московского купца В.Иокиша, рабочие которой впоследствии, в 1905 г., приняли участие в стачечном движении.
Деревня находилась в глухом месте — в 5 верстах от станции Химки и в 3 верстах от Петербургского шоссе, и состав населения мало изменялся.
В 1922 году в Гаврилкове имелся сельсовет, председателем которого был И. Яковлев. В 1924 году в деревне было 106 жителей, на 20 хозяйств имелось 17 лошадей и 28 коров. Деревня была приписана к Рождественскому сельсовету. Дорожное сообщение улучшилось после прокладки Куркинского шоссе.
В 1930-х годах в Гаврилкове был колхоз со скотным двором, яблоневым садом и картофелехранилищем, позже все было объединено в Путилковскую (Красногорскую) птицефабрику. В 1933 году возобновилась работа фабрики, которая получила название Химкинская шерстопрядильная фабрика № 17. В то время на ней работали 311 человек. В военное время фабрика носила № 3 (по другим данным № 5) и выпускала шинельное сукно и одеяла для Советской армии (фабрика закрыта в 1970-х гг.).
В 1939 и 1951 гг. деревня входила в Дудинский сельсовет, позже в Братцевский и Путилковский. Наивысшая численность населения деревни была зафиксирована в 1957 г., когда в деревне имелось 77 хозяйств и 208 жителей. Позднее население сокращалось и перепись 1989 г. отметила здесь 36 хозяйств и 89 постоянных жителей.
В 1994—2005 годах Гаврилково входило в Путилковский сельский округ Красногорского района, с 2005 до 2017 года включалась в состав Отрадненского сельского поселения Красногорского муниципального района.
С 2017 года, в связи с объединением всех поселений Красногорского муниципального района и упразднением органов местных самоуправлений, относится к городскому поселению — городскому округу Красногорск.
В последние годы в деревне развернулось жилищное строительство.

## Население
| 2002 | 2006 | 2010 |
| ---- | ---- | ---- |
| 76   | →76  | ↗344 |

## Транспорт
Транспортная доступность:
На автомобиле:
- через Куркинское шоссе — от МКАД около 7 км;
- через Машкинское шоссе — от МКАД около 12 км.

На общественном транспорте:
- автобус от метро «Планерная» — маршрут № 1434 — далее пешком;
- автобус от метро «Речной вокзал» — маршрут № 1343 — далее пешком;
- автобус от ж/д станции Химки — маршрут № 27 — далее пешком.